# Maks Perčič
Maks Perčič (né le2 avril 2004 à Maribor en Slovénie) est un joueur slovène de hockey sur glace. Il évolue à la position de défenseur.

## Biographie

### Carrière junior
Perčič commence sa carrière junior avec le HDK Maribor en 2017-2018. Il dispute 3 matchs avec les moins de 18 ans, un de saison régulière et deux de séries éliminatoires. La saison suivante, il joue, avec les moins de 18 ans, 14 parties de championnat, amassant 3 passes et 7 rencontres de séries éliminatoires, s'inclinant en finale face au HDD Jesenice. En 2019-2020, il prend part au championnat des moins de 19 ans, récoltant 12 points en 18 matchs.
Lors de la saison 2020-2021, il s'engage avec le Bietigheim Steelers pour disputer le championnat junior en Allemagne. Après avoir disputé 6 rencontres avec les moins de 17 ans et 2 rencontres avec les moins de 20 ans, la pandémie de Covid-19 crée une incertitude sur la suite du championnat. il décide donc de rentrer en Slovénie le 13 décembre 2020 en s'engageant avec le HDD Jesenice. Il dispute avec les moins de 19 ans 9 parties, sept de saison régulière et deux de séries éliminatoires.
Le 21 août 2021, il choisit de s'engager avec le Kiekko-Espoo. Il dispute 3 rencontres de championnat avec les moins de 18 et ces derniers termine à la 2e place du championnat. Il prend part au séries éliminatoires avec et remporte la finale face au Jokerit. Il dispute également le championnat des moins de 20 ans, mais son équipe termine à la 11e et avant-dernière place, ne parvenant pas à se qualifier pour les séries éliminatoires.

### En club
Percic commence sa carrière professionnelle avec le HDD Jesenice lors de la saison 2020-2021. En IHL, il dispute 6 matchs de saison régulière, amassant 4 points et son équipe est éliminée en quart de finale par le HK Celje. En Državno Prvenstvo, il joue le 13 décembre 2020 sa première partie en tant que professionnel, une victoire 10-1 face au HK Celje. Le 15 décembre 2020 il inscrit son premier point, un but, dans une victoire 9-2 face au HK Celje. En 7 rencontres de saison régulière, il comptabilise 4 points et il est sacré champion, remportant la finale des séries éliminatoires face au HK Olimpija Ljubljana. Il prend part également à l'Alps Hockey League, disputant la deuxième moitié du championnat et aidant l'équipe à se classe à la 2e place de la saison. Lors des séries éliminatoires, son parcours s'arrête en demi-finale face au HC Asiago.
En prévision du repêchage de 2022, la centrale de recrutement de la LNH le classe au 84e rang des espoirs européens chez les patineurs.

### En équipe nationale
Percic représente son pays, la Slovénie depuis la saison 2021-2022. Il y prend part au Championnat du monde moins de 18 ans, aidant son équipe à se classer 4e de Division I, groupe B.

## Statistiques

### En club
| Saison    | Équipe                  | Ligue             |    | Saison régulière | Saison régulière | Saison régulière | Saison régulière | Saison régulière |   | Séries éliminatoires | Séries éliminatoires | Séries éliminatoires | Séries éliminatoires | Séries éliminatoires |
| Saison    | Équipe                  | Ligue             | PJ | B                | A                | Pts              | Pun              | PJ               | B | A                    | Pts                  | Pun                  |                      |                      |
| 2017-2018 | HDK Maribor M18         | IHL U18           | 1  | 0                | 0                | 0                | 0                | 2                | 0 | 0                    | 0                    | 0                    |                      |                      |
| 2018-2019 | HDK Maribor M18         | IHL U18           | 14 | 0                | 3                | 3                | 2                | 7                | 2 | 2                    | 4                    | 4                    |                      |                      |
| 2019-2020 | HDK Maribor M19         | IHL U19           | 18 | 4                | 8                | 12               | 33               | 1                | 1 | 0                    | 1                    | 4                    |                      |                      |
| 2020-2021 | Bietigheim Steelers M17 | DNL U17S          | 6  | 4                | 1                | 5                | 2                | -                | - | -                    | -                    | -                    |                      |                      |
| 2020-2021 | Bietigheim Steelers M20 | DNL U20 IIIS      | 2  | 0                | 0                | 0                | 2                | -                | - | -                    | -                    | -                    |                      |                      |
| 2020-2021 | HDD Jesenice            | AlpsHL            | 14 | 0                | 1                | 1                | 0                | 2                | 1 | 0                    | 1                    | 0                    |                      |                      |
| 2020-2021 | HDD Jesenice            | Državno Prvenstvo | 7  | 2                | 2                | 4                | 0                | 4                | 1 | 1                    | 2                    | 0                    |                      |                      |
| 2020-2021 | HDD Jesenice M19        | IHL U19           | 7  | 2                | 0                | 2                | 4                | 2                | 0 | 1                    | 1                    | 0                    |                      |                      |
| 2020-2021 | HDD Jesenice            | IHL               | 6  | 2                | 2                | 4                | 6                | 2                | 0 | 0                    | 0                    | 0                    |                      |                      |
| 2021-2022 | Kiekko-Espoo U18        | U18 SM-sarja      | 3  | 1                | 1                | 2                | 2                | 7                | 3 | 5                    | 8                    | 4                    |                      |                      |
| 2021-2022 | Kiekko-Espoo U20        | U20 SM-sarja      | 34 | 5                | 6                | 11               | 30               | -                | - | -                    | -                    | -                    |                      |                      |

### En équipe nationale
| Année | Équipe       | Compétition                                       |   | PJ | B | A | Pts | Pun      |  | Résultat |
| 2022  | Slovénie M18 | Championnat du monde moins de 18 ans, Division 1B | 5 | 2  | 1 | 3 | 4   | 4e place |  |          |

## Trophées et honneurs personnels

### Državno Prvenstvo
- 2020-2021 : champion avec le HDD Jesenice.